# Stoeberia
Genre
Classification phylogénétique
Stoeberia Dinter & Schwantes est un genre de plante de la famille des Aizoaceae.
Stoeberia Dinter & Schwantes, in Z. Sukkulentenk. 3: 14, 17 (1927)
Type : Stoeberia beetzii (Dinter) Dinter & Schwantes (Mesembryanthemum beetzii Dinter)

## Liste des espèces
- Stoeberia apetala L.Bolus
- Stoeberia arborea van Jaarsv.
- Stoeberia beetzii (Dinter) Dinter & Schwantes
- Stoeberia carpii Friedrich
- Stoeberia frutescens (L.Bolus) van Jaarsv.
- Stoeberia gigas Dinter & Schwantes
- Stoeberia hallii L.Bolus
- Stoeberia littlewoodii L.Bolus
- Stoeberia porphyrea H.E.K.Hartmann
- Stoeberia rupis-arcuatae Dinter & Schwantes
- Stoeberia utilis (L.Bolus) van Jaarsv.